# Jezerka (národní přírodní rezervace)
Jezerka je národní přírodní rezervace v Krušných horách na pomezí okresů Chomutov a Most. Předmětem ochrany je lesní komplex v údolí Vesnického potoka a porosty na skalnatém úbočí vrchu Jezeří. Ze vzácných druhů rostlin v chráněném území rostou především bělozářka liliovitá a měsíčnice vytrvalá. Rezervace poskytuje vhodné podmínky pro výskyt brouků vázaných na odumírající dřevo, z nichž je doložena přítomnost páchníka hnědého. Skalní útvary využívá k hnízdění sokol stěhovavý.

## Historie

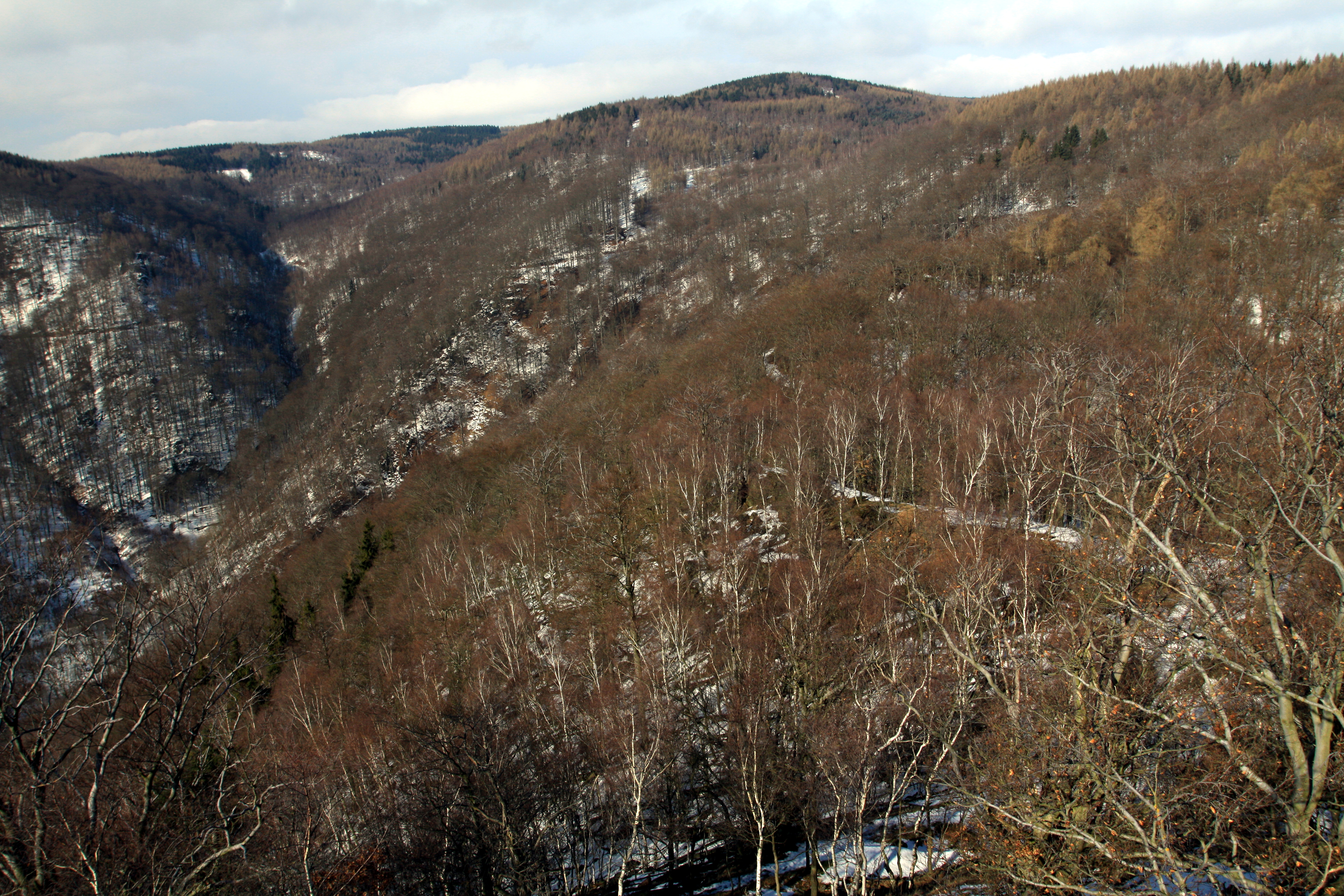
Národní přírodní rezervace Jezerka

Na vrcholu Jezeří byl ve třináctém století založen hrad Starý Žeberk. První písemná zmínka o něm pochází z roku 1277, kdy byl jeho majitelem Albrecht ze Žeberka. Během první poloviny čtrnáctého století si majitelé postavili Nový Žeberk a hrad na Jezeří byl opuštěn. Pozůstatky hradu vegetaci nijak neovlivňují.
Území rezervace bývalo součástí jezeřského panství rodu Lobkoviců. Od roku 1780 v oblasti probíhaly první pokusy o systematické lesnické hospodaření a od roku 1920 se v ní hospodaří podle lesních hospodářských plánů. Prostor rezervace býval od roku 1908 součástí Malé jezeřské obory, a lesní porosty v ní byly vyloučeny z běžného hospodaření. Lesy v nepřístupných partiích byly ponechány přirozenému vývoji a hospodaření probíhalo zejména na úpatí a v západní části rezervace. Na jižním úpatí vrchu jsou patrné stopy po lesní pastvě. Lobkovicové využívali oblast rezervace k honům, před rokem 1813 zahájili chov daňka a v letech 1910 a 1920 vysadili muflona. Vodní nádrž Jezeří nechal v letech 1902–1904 postavit Mořic Alois z Lobkovic.
Dne 17. dubna 1969 byla Ministerstvem kultury ČSR vyhlášena státní přírodní rezervace. V roce 1992 se její status změnil na národní přírodní rezervaci.
V roce 1981 byla v rezervaci zprovozněna 1,8 km dlouhá naučná stezka (tzv. modrá stezka – podle barvy turistické značky). Naučná stezka byla zrušena, a pěšina, po které vedla, se v některých úsecích sesunula. Skalní stěny bývaly už v době před druhou světovou válkou využívány k horolezectví. Na několika desítkách skal bylo popsáno asi sto různě obtížných cest. Od roku 1992 je horolezectví v rezervaci zakázáno, ale zákaz není dodržován.
Lesy na území rezervace byly ušetřeny větších lidských zásahů až do června 2001, kdy byla vykácena rozsáhlá plocha starého bukového lesa v její centrální části.

## Přírodní poměry

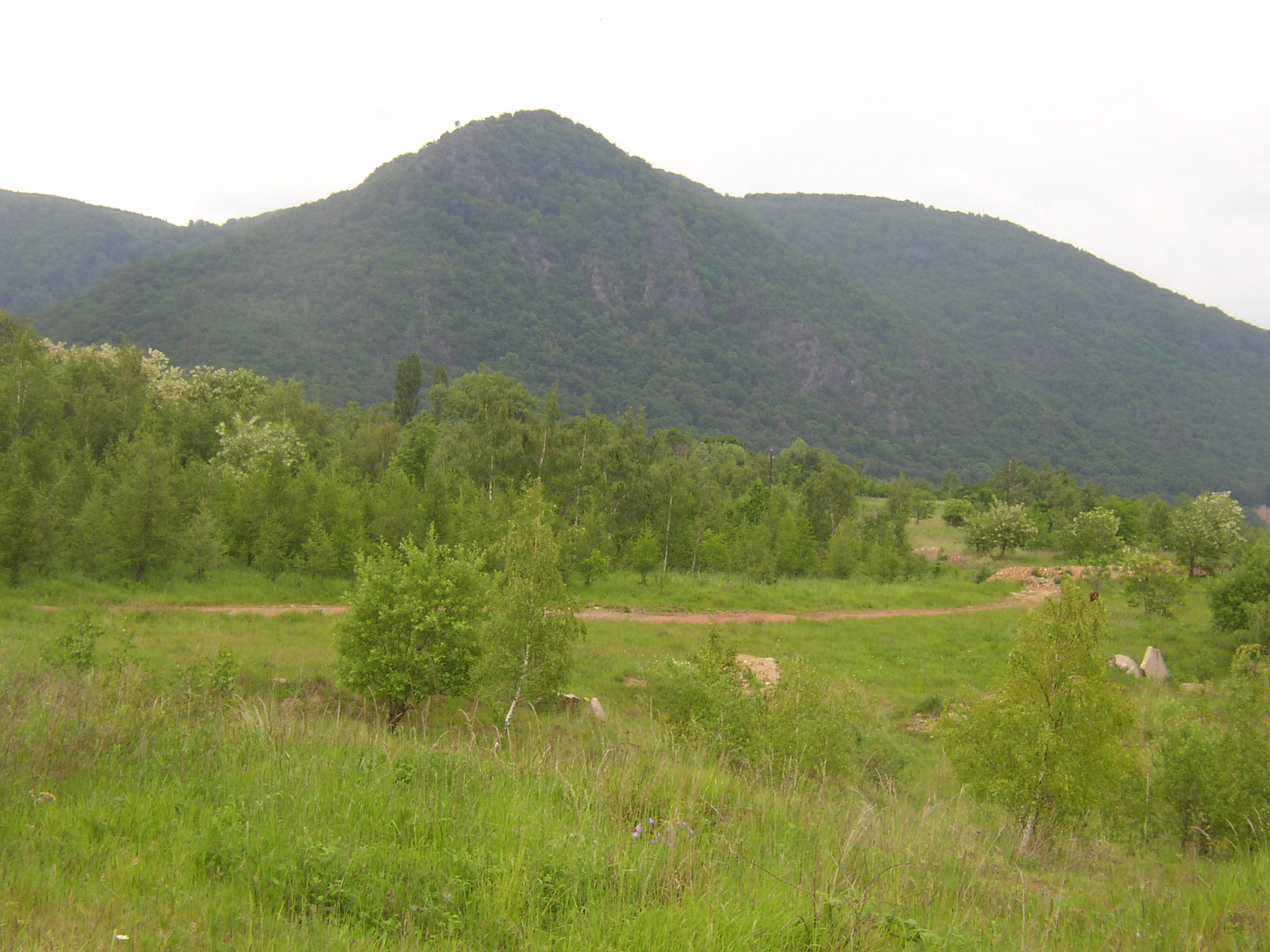
Pohled od jihu na svahy hory Jezeří s NPR Jezerka, strmě vystupující z Mostecké pánve

Národní přírodní rezervace Jezerka leží na rozhraní okresů Chomutov a Most v Ústeckém kraji. Část v okrese Chomutov (asi 48 hektarů) se nachází v katastrálních územích Kundratice u Chomutova a Podhůří u Vysoké Pece, zatímco mostecká část (asi 89 hektarů) patří do katastrálního území Jiřetín. Celá rezervace je součástí evropsky významné lokality Východní Krušnohoří.
Chráněné území se nachází v Krušných horách v nadmořské výšce 348–707 metrů, v údolí Vesnického potoka a na jihovýchodním až východním úbočí vrcholu Jezeří. Obklopují je hory Jedlová (853 metrů) na západě, Homolka (845 metrů) na severu a Jánský vrch (752 metrů) na severovýchodě. V blízkosti jihovýchodního okraje rezervace Krušné hory přechází do Mostecké pánve.
V sousedství rezervace se nachází hnědouhelný Lom ČSA, jehož okraj je od jihovýchodního cípu chráněného území vzdálen necelých dvacet metrů. Lom tak narušuje ochranné pásmo rezervace. Strmá lomová stěna je navíc narušována erozí a v důsledku opakovaných sesuvů se postupně posouvá blíže k rezervaci. Samotné ložisko hnědého uhlí Ervěnice – lom ČSa zasahuje pod území rezervace na ploše asi 3,7 hektaru. Provoz lomu negativně působí na chráněné území hlukem, prašností, podporováním inverzních situací a v dlouhodobém měřítku ovlivňováním citlivých druhů dřevin (vymizení jedle).

### Geologie a geomorfologie
Geologické podloží tvoří horniny krystalinika Sasko-durynské oblasti z období svrchního proterozoika až spodního paleozoika. Původně magmatické horniny byly přeměněny do podoby červených rul, z nichž převažuje a na povrch vystupuje hrubozrnná muskovit-biotitická okatá a plástevnatá ortorula, ale do severní části území zasahuje metagranitové těleso (reliktní granit). V úzké nivě Vesnického potoka jsou horniny překryté kvartérními sedimenty.
Místy jsou patrné drobné pozůstatky těžby nerostných surovin. V závěru údolí Vesnického potoka se nachází malý opuštěný kamenolom. V devatenáctém století byly při pátrání po stříbrné a železné rudě v témže údolí vyraženy tři štoly, z nichž jsou dvě zcela zavalené. Další tři štoly pochází z doby po druhé světové válce.
V geomorfologickém členění Česka chráněné území leží v celku Krušné hory, podcelku Loučenská hornatina a okrsku Rudolická hornatina. Nachází se na prudkém zlomovém svahu Krušných hor se sklonem 15–30°. Údolí Vesnického potoka vzniklo erozně denudačními procesy na tektonické poruše a dosahuje hloubky až 250 metrů. Jeho protiváhou je výrazný kupovitý vrchol Jezeří.
Četné povrchové tvary na Jezeří jsou důsledkem gravitačního rozsedání skalních bloků a procesů mrazového zvětrávání. Jejich působením získaly horninové výstupy podobu skalních věží. Na ně působí morfogenetické procesy, které vymodelovaly řadu geomorfologických tvarů: skalní věže, bašty a cimbuří, mrazové sruby a srázy, jehlany, hřebeny, kazatelny, viklany, pukliny, rozsedlinové jeskyně, úpatní sutě, suťové proudy a pole. Místy se objevují skalní okna a výklenky.
Výjimečným útvarem je viklan ve tvaru lidské hlavy. Nachází se v dolní části jižního hřbetu vrchu Jezeří. Je vysoký asi dva metry a spočívá na čtyři metry vysokém, úzkém skalním podstavci. Téměř celým balvanem prochází mrazová puklina. Na jihozápadním okraji vrchu se nachází rozsedlinová jeskyně zvaná Na Jezeří. Její hlavní část je dlouhá asi šest metrů. U vstupu je pět metrů vysoká a přibližně jeden metr široká. Směrem k ústí se prudce svažuje. Strop jeskyně tvoří kamenné bloky a mohutné balvany. Druhá, podobně velká Dagmařina jeskyně se nachází o tři sta metrů dále směrem k severovýchodu.
Půdy v rezervaci jsou ochuzené a skeletovité. Z půdních typů převládají kambizemě a rankery.

### Podnebí a vodstvo
V rámci Quittovy klasifikace podnebí se národní přírodní rezervace nachází na rozhraní chladné oblasti CH7 a mírně teplých oblastí MT4 a MT9. Největší část leží v oblasti MT4, pro kterou jsou typické průměrné teploty −2 až −3 °C v lednu a 16–17 °C v červenci. Roční úhrn srážek dosahuje 500–750 milimetrů. Mrazových dnů bývá 110–130, zatímco letních dnů jen dvacet až třicet. Do chladnější oblasti zasahuje pouze nejsevernější cíp rezervace v údolí Vesnického potoka a rozhraní s teplejší oblastí vede podél jihovýchodního okraje území.
Zejména v zimě bývají časté inverzní situace, jejichž horní hranice se nejčastěji pohybuje v nadmořské výšce 650–700 metrů. Na lesní hospodaření mají vliv fénové přepadové větry, které způsobují většinu nahodilých těžeb dřeva.
Jediným větším vodním tokem v rezervaci je Vesnický potok. Má charakter přirozené bystřiny, byť se na střední části nachází pozůstatky opevnění břehů zbudovaného z kamenů bez použití malty. Na začátku dvacátého století byl potok přehrazen hrází památkově chráněné vodní nádrže Jezeří. Nádrž do roku 2002 sloužila vodárenským účelům, ale od té doby je pouze záložní akumulací pitné vody. Nad přehradním jezerem se nachází soustava zařízení pro zachytávání nečistot, nad níž se do Vesnického potoka vlévá mnohem menší Chmurný potok.

### Flora

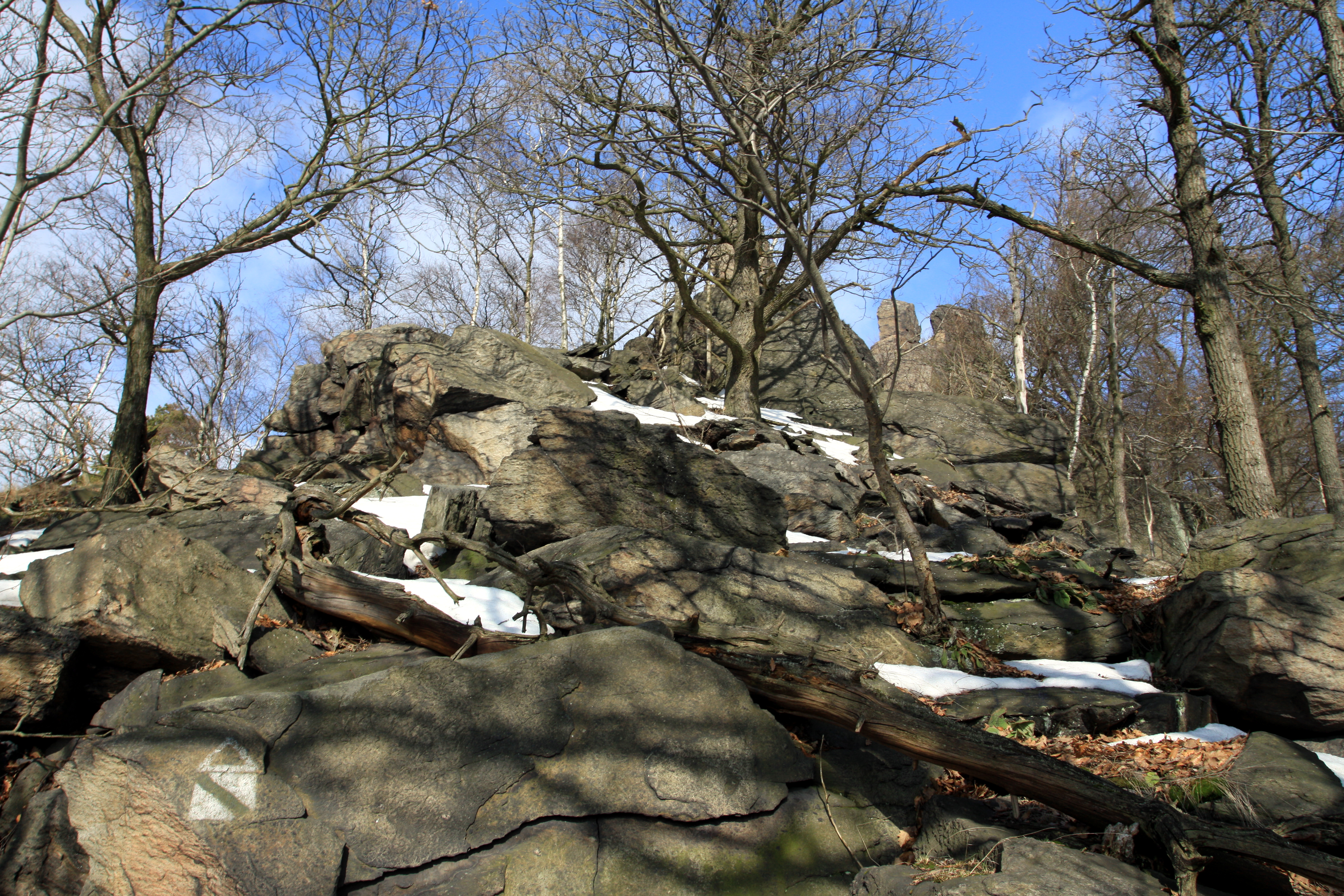
Skalnatý vrchol v rámci chráněného území

Z hlediska zvláště chráněných a vzácných druhů rostlin je nejméně narušenou částí rezervace masiv vrchu Jezeří s řadou exponovaných stanovišť, na kterých roste bělozářka liliovitá (Anthericum liliago), jeřáb muk (Sorbus aria), jeřáb břek (Sorbus torminalis), jeřáb dunajský (Sorbus danubialis) a lýkovec jedovatý (Daphne mezereum). Naproti tomu živné polohy na úpatích svahů jsou postižené acidifikací, s níž se pojí vymývání živných kationtů ze substrátu. V důsledku toho téměř nebo zcela vymizely v minulosti udávané druhy rostlin jako je dřín obecný (Cornus mas), lilie zlatohlavá (Lilium martagon), medovník meduňkolistý (Melittis melissophyllum), okrotice bílá (Cephalanthera damasonium), oměj vlčí mor (Aconitum lycoctonum), česnek medvědí (Allium ursinum) a kyčelnice devítilistá (Dentaria enneaphyllos). Jedinou výjimkou je měsíčnice vytrvalá (Lunaria rediviva), která roste na sutích podél horního toku Vesnického potoka, kde vymývání kationtů probíhá pomaleji.

### Fauna

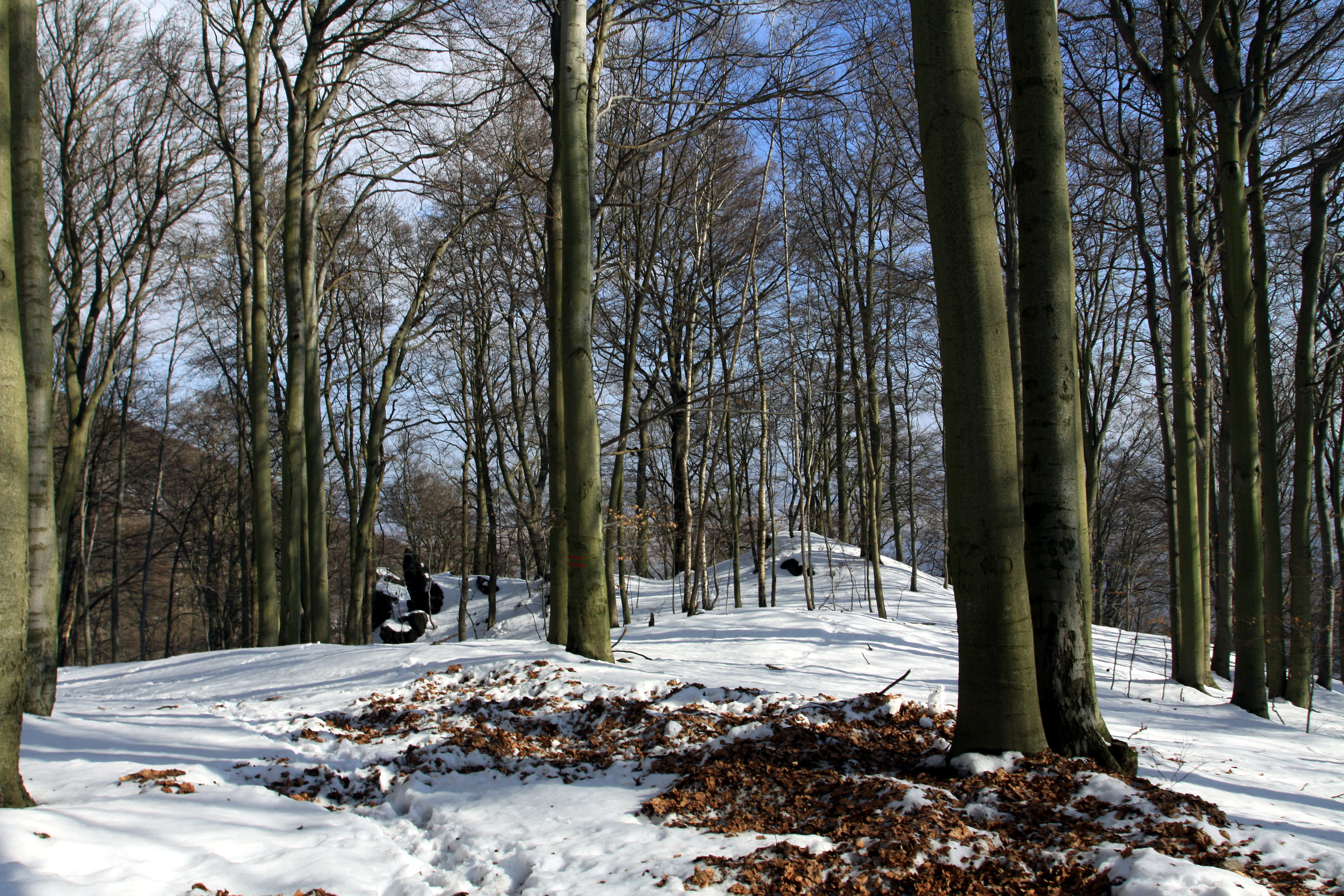
Lesní porost tvoří ve velké míře bučiny

V letech 1974–1977 probíhal v rezervaci faunistický výzkum. Bylo zde zaznamenáno pět druhů obojživelníků, pět druhů plazů, devatenáct druhů měkkýšů, 63 druhů ptáků a 28 druhů savců. Z tohoto množství bylo 24 druhů živočichů chráněných, např. zmije obecná (Vipera berus), mlok skvrnitý (Salamandra salamandra), holub doupňák (Columba oenas), krahujec obecný (Accipiter nisus), výr velký (Bubo bubo), lejsek malý (Ficedula parva) nebo žluva hajní (Oriolus oriolus). Na západních svazích se vyskytují daňci, zatímco mufloni preferují východní části rezervace.
Z brouků byl nejvzácnějším druhem tesařík alpský (Rosalia alpina), který ale v posledních padesáti letech vymizel. Důvodem byl nedostatek starých, odumírajících nebo trouchnivějících kmenů dubů a buků, ale v letech 2013–2018 bylo téměř všechno dřevo ponecháváno na místě. Přesto stav populací dalších druhů brouků vázaných na trouchnivějící dřevo zůstává neznámý. Zaznamenán byl pouze opakovaný, ale roztroušený výskyt páchníka hnědého (Osmoderma barnabita). Pravděpodobný je výskyt stabilní populace roháče obecného (Lucanus cervus). Z brouků zapsaných na červený seznam se v chráněném území vyskytují například kovařík bledý (Agriotes pallidulus) nebo vějířník nápadný (Metoecus paradoxus).
V rezervaci bylo nalezeno devatenáct, převážně lesních, druhů měkkýšů, k nimž patří hrotice obrácená (Balea perversa), trojlaločka pyskatá (Helicodonta obvoluta) a zuboústka sametová (Causa holosericea).
Pro populaci obojživelníků je klíčový stav Vesnického potoka, vodní nádrže a její rybí osádky. Stabilní populaci zde mají mlok skvrnitý (Salamandra salamandra) a čolek horský (Ichthyosaura alpestris). Kromě nich se hojně vyskytovali skokan štíhlý (Rana dalmatina) a ropucha obecná (Bufo bufo).
Lesní kompaktní porosty s doupnými stromy vyhledávají holub doupňák (Columba oenas) a lejsek malý (Ficedula parva), strakapoud prostřední (Dendrocopos medius) a žluva hajní (Oriolus oriolus). Holub a lejsek měli před rokem 2019 stabilní populaci v řádu desítek párů, zatímco početní stavy strakapouda a žluvy nebyly známé. Zaznamenáno bylo hnízdění jednoho páru sokola stěhovavého (Falco peregrinus) a pravděpodobně na lokalitě hnízdí také výr velký (Bubo bubo).

## Ochrana přírody
Předmětem ochrany je lesní komplex tvořený převážně acidofilními bučinami (50 % rozlohy), květnatými bučinami (asi 20 %) a suťovými lesy (asi 30 %). Z živočišných druhů je předmětem ochrany kovařík fialový, jehož početnost v rezervaci není nejméně od roku 2013 známá. Cílem ochranných opatření je ponechat území samovolnému vývoji a umožnit tak zachování přirozeného charakteru lesních ekosystémů a podmínek pro výskyt vzácných druhů rostlin a živočichů. Proto je preferováno uchování mikrostanovišť, tvořených zápojem korun nebo odumírajícími stromy, před obnovou porostů.

## Přístup
Území rezervace je částečně přístupné po turisticky značených cestách. Podél jihovýchodního okraje vede žlutě značená trasa z Vysoké Pece k zámku Jezeří a vrchol je přístupný po odbočce modře značené trasy, která vede mezi Jezeřím a Lesnou. Jinou možností přístupu je účelová komunikace, která vede podél západní a severní hranice od Vysoké Pece, z níž je přístupná Terezina vyhlídka.